# Prison Commission
Die Prison Commission wurde 1877 in Großbritannien gegründet, um eine zentrale Verwaltung aller Gefängnisse im Land zu ermöglichen. Durch ihre Einrichtung wurde es möglich, einheitliche Standards in Unterbringung und Strafvollzug einzuführen. Die Behörde war auch zuständig für die Durchführung der Todesstrafe und aller damit verbundenen Regelungen, insbesondere der Führung der Liste von Personen, die befugt sind, Hinrichtungen vorzunehmen (kurz „the list“). 1898 und 1908 kam es zu weiteren Reformen der Einrichtung. Die Prison Commission wurde 1993 in eine „Agency of government“ umgewandelt und ihr dadurch ein moderner Status gegeben.